# Världens minsta lillasyster
Världens minsta lillasyster är en svensk TV-serie från 2002 med Sofia Ledarp i huvudrollen som "Litea". I samband med TV-serien släpptes ett datorspel som bygger på serien, Istiden.
Serien har enligt manusförfattaren Karin Gidfors ett solidaritets- och vänsterbudskap och jämför serien med Ville, Valle och Viktor.

## Handling
Serien handlar om Ingrid som precis fått en lillasyster som är för tidigt född. Egon, den elake finansministern i staden som Ingrid bor i har tagit alla kuvöser från sjukhusen eftersom de inte har betalat hyran. Med hjälp av Ingrids dataspels-hjältinna, Litea, försöker de besegra den girige Egon. 

## Rollista (i urval)
- Ilse Wahlström – Ingrid
- Sofia Ledarp – Litea
- Jacob Ericksson – Egon
- Bente Danielsson  – Ingrids mamma
- Ola Isedal  – Ingrids pappa
- Carina Jingrot – Ingrids moster Anita
- Mats Randér – Janne
- Karin Gidfors – doktorn
- Leila Hammouda – dagisfröken

## Produktion
Serien tog 3 månader att spela in.

## Mottagande
Serien fick ett gott mottagande av kritikerna.